# Mandar Hill
Mandar Hill oder Mandar Parvat ist die Bezeichnung eines ca. 250 m hohen Granitfelsens im Distrikt Banka im nordindischen Bundesstaat Bihar.

## Lage
Der die landwirtschaftlich genutzten Ebenen zu seinen Füßen deutlich überragende Mandar Hill befindet sich ca. 50 km südlich der Großstadt Bhagalpur und ca. 5 km nordöstlich des Ortes Bausi.

## Mythologie
Der augenfällige Hügel wird mit dem in alten Schriften (puranas) sowie im Mahabharata-Epos erwähnten Berg Mandara (Sanskrit मन्दार; mandara, mandāra) in Verbindung gebracht, der im hinduistischen Schöpfungsmythos vom Quirlen des Milchozeans der Schlange Vasuki als Fixpunkt diente.

## Religion
Zu Füßen des Berges gibt es einen kleinen Teich mit Namen Paapharni, in welchem sich ein Vishnu/Lakshmi-Tempel befindet; auch eine Figur der Göttin Chinnamasta mit abgetrenntem Kopf ist zu sehen. An mehreren Stellen der Bergflanken befinden sich mittelalterliche  Götterreliefs. Auf der Bergspitze thronen ein Hindu-Tempel und ein Jain-Tempel, der dem selten verehrten 12. Tirthankara Vasupujya gewidmet ist. 